# Nunataki Krasin
Nunataki Krasin är en nunatak i Antarktis. Den ligger i Östantarktis. Australien gör anspråk på området. Toppen på Nunataki Krasin är 1 573 meter över havet.
Terrängen runt Nunataki Krasin är en högslätt. Trakten är obefolkad. Det finns inga samhällen i närheten.